# Acoustic (Bayside)
Acoustic è un EP dei Bayside, pubblicato in formato CD+DVD il 28 febbraio 2006 dalla Victory Records.
Il CD contiene le versioni acustiche di sei brani del gruppo, tra cui una eseguita dal vivo, due cover e due brani inediti: Paternal Reversal e l'acustica Winter, scritta in memoria dell'ex batterista della band John "Beatz" Holohan, morto in seguito a un incidente stradale che coinvolse tutti i membri della formazione. Il DVD contiene invece sette dei brani presenti nel CD eseguiti dal vivo, sempre acusticamente, un making of dell'album e un video dedicato a John Holohan.

## Tracce
CD
1. Winter - 4:28
2. Blame It on Bad Luck - 3:53
3. They Looked Like Strong Hands - 4:35
4. Masterpiece - 4:00
5. Megan (Smoking Popes cover feat. Josh Caterer) - 3:25
6. Montauk - 4:03
7. Devotion and Desire - 3:54
8. Baby Britain (Elliott Smith cover) - 2:55
9. Paternal Reversal - 3:29
10. Don't Call Me Peanut (Live) - 4:51

DVD
1. Masterpiece (Live)
2. They Looked Like Strong Hands (Live)
3. Megan (Smoking Popes cover)
4. Blame It on Bad Luck (Live)
5. Montauk (Live)
6. Don't Call Me Peanut (Live)
7. Devotion and Desire (Live)

## Formazione
Bayside
- Anthony Raneri – voce, chitarra acustica
- Jack O'Shea – chitarra acustica, cori
- Nick Ghanbarian – basso, cori

Altri musicisti
- Josh Caterer - voce in Megan

## Classifiche
| Classifica (2006)         | Posizione massima |
| ------------------------- | ----------------- |
| Stati Uniti               | 200               |
| Stati Uniti (heatseekers) | 12                |
| Stati Uniti (independent) | 18                |